# 方岱宁
方岱宁（1958年4月3日—），出生于江西南昌，籍贯浙江宁波，中国材料力学领域专家，中国科学院院士，美国国家工程院外籍院士，北京大学工学院教授。现任北京理工大学副校长。

## 教育经历
1982年获南京工业大学学士学位，1986年获南京工业大学硕士学位。
1989-1993年，以色列理工学院，航空航天系，获博士学位
1993-1994年，以色列特拉维夫大学，力学与材料结构系，博士后

## 工作经历
1994-1995年，美国马里兰大学，机械工程系，研究助理。
1995-2009年，清华大学，工程力学系，副教授、教授。
2009-2015年，北京大学，讲席教授、工学院副院长。
2015年至今，北京理工大学，教授、副校长（截止2018年11月）、校学术委员会主任（至2022年12月）。
2018至今，深圳-北理工-莫斯科大学名誉校长。

## 個人生活
方岱宁两度结婚，现任妻子曾经是自己的博士生。她的前夫是方岱宁的博士後。

## “亲吻门”事件
2022年10月9日，方岱宁在出席“美丽力学”学术论坛第三期线上会议时被某女性猛亲，亲吻方岱宁时有学者正在提问：我们青年学者除了提升研究水平之外，还需要在哪些方面提升？北京理工大学於10月10日发表情况说明，称学校已经启动调查工作 。北京理工大学专门调查组于同年12月7日做出回应，会议视频中出现在方岱宁身边的女性为北京某公司职员，未曾在北理工有过任何学习进修及工作经历，并非网传北理工校博士后李某某。中国科学院根据北理工的声明，暂停了方岱宁的参加院士会议等学部组织的学术活动、推荐和选举院士以及外籍院士、选举和被选举成为学部常设领导机构成员的权利。